# Elecciones al Senado de abril de 2019 (Murcia)
Las elecciones al Senado de 2019 se celebraron en la Región de Murcia el domingo 28 de abril, como parte de las elecciones generales convocadas por Real Decreto dispuesto el 4 de marzo de 2019 y publicado en el Boletín Oficial del Estado el día siguiente. Se eligieron los 4 senadores correspondientes a la circunscripción electoral de Murcia, mediante escrutinio mayoritario plurinominal parcial con listas abiertas.

## Resultados
Los comicios depararon la elección de 2 senadores del Partido Socialista Obrero Español (PSOE) y 2 del Partido Popular (PP). La candidata más votada fue Violante Tomás (PP), seguida de Joaquín López Pagán (PSOE), Susana Hernández Ruiz (PSOE) y Domingo José Segado Martínez (PP). Los resultados del escrutinio completo y definitivo se detallan a continuación:
| Candidato                          | Candidato                          | Lista            | Votos   |
| ---------------------------------- | ---------------------------------- | ---------------- | ------- |
|                                    | Violante Tomás Olivares            | PP               | 208 770 |
|                                    | Joaquín López Pagán                | PSOE             | 192 296 |
|                                    | Susana Hernández Ruiz              | PSOE             | 186 757 |
|                                    | Domingo José Segado Martínez       | PP               | 182 659 |
| María Consolación Vicente Sandoval | María Consolación Vicente Sandoval | PP               | 179 735 |
| Emilio Martínez Martínez           | Emilio Martínez Martínez           | PSOE             | 175 637 |
| Pablo Ruiz Palacios                | Pablo Ruiz Palacios                | Cs               | 159 872 |
| José Manuel Marín Gascón           | José Manuel Marín Gascón           | Vox              | 137 176 |
| María Raquel Cancela Fernández     | María Raquel Cancela Fernández     | Cs               | 134 333 |
| Francisco José Caparrós Fernández  | Francisco José Caparrós Fernández  | Cs               | 125 454 |
| María Isabel García Lorenzo        | María Isabel García Lorenzo        | Vox              | 111 333 |
| Francisco Martínez Ortega          | Francisco Martínez Ortega          | Vox              | 105 920 |
| María Belén Fernández Palazón      | María Belén Fernández Palazón      | Podemos-IU-Equo  | 79 298  |
| María Trinidad Espinosa Mira       | María Trinidad Espinosa Mira       | Podemos-IU-Equo  | 68 793  |
| José Ibarra Bastida                | José Ibarra Bastida                | Podemos-IU-Equo  | 62 258  |
| Eva García Pinar                   | Eva García Pinar                   | PACMA            | 18 723  |
| Eduardo Konrad López Orenes        | Eduardo Konrad López Orenes        | PACMA            | 10 977  |
| Gloria Cristina Morales Conde      | Gloria Cristina Morales Conde      | PACMA            | 10 548  |
| María Pilar García Santos          | María Pilar García Santos          | Somos Región     | 9732    |
| Jesús Macanás Sánchez              | Jesús Macanás Sánchez              | Somos Región     | 6457    |
| Jesús Rodríguez Madrid             | Jesús Rodríguez Madrid             | Somos Región     | 5502    |
| Carlos Enrique Marín Bernal        | Carlos Enrique Marín Bernal        | RECORTES CERO-GV | 3088    |
| María Isabel Requena Ruiz          | María Isabel Requena Ruiz          | PCPE             | 2599    |
| Guillermo García Botía             | Guillermo García Botía             | IZQP             | 1537    |
| José García Gil                    | José García Gil                    | DPL              | 612     |
| Diana Muñoz Pérez                  | Diana Muñoz Pérez                  | DPL              | 467     |
| Segundo Humberto Álvarez Pillaga   | Segundo Humberto Álvarez Pillaga   | DPL              | 351     |